# Zasłużony dla Miasta Legionowo
Zasłużony dla Miasta Legionowo – tytuł honorowy nadawany raz w roku osobom lub instytucjom za wybitne osiągnięcia dla Miasta Legionowo, ze szczególnym uwzględnieniem dziedzin: gospodarczej, naukowej, kulturalnej, społecznej, sportowej, historycznej oraz za czyny bohaterskie. Tytuł ten nazywany jest statuetką, ponieważ występuje w tej formie z wizerunkiem gen. Bolesława Roi (ojcem chrzestnym Legionowa); nadaje go Prezydent Miasta Legionowo po zasięgnięciu opinii Kapituły Statuetki.
Pierwsze nadanie tytułu odbyło się w 2006 r. 
W latach 2013 i 2016 nie nadano żadnego tytułu.

## Zasłużeni[2]
| Data nadania | Imię i nazwisko/podmiot                                       | Zasługi |
| ------------ | ------------------------------------------------------------- | --- |
| 10.11.2006   | Feliks Litwiniak                                              | Należał do 705 plutonu w Rejonie I pseudonim „Danusia”; brał udział w walkach powstańczych na terenie Legionowa. Udzielał się w życiu kombatanckim, od 1999 r. pełnił funkcję prezesa ŚZŻAK Koła nr 1 w Legionowie. |
| 10.11.2006   | Zygmunt Pryszmont                                             | W 1978 r. zorganizował Zarząd rejonowy Polskiego Czerwonego Krzyża w Legionowie, pełniąc w nim funkcję Prezesa. Z Jego inicjatywy przy Zarządzie PCK w Legionowie powstał Punkt Opieki nad Chorymi. Propagator honorowego krwiodawstwa; organizował Kluby Honorowych Dawców Krwi Polskiego Czerwonego Krzyża w Legionowie i na Mazowszu. |
| 10.11.2006   | Eugeniusz Sałamaj                                             | Wiceprezes legionowskiego koła Polskiego Związku Sybiraków. |
| 10.11.2006   | Ks. Lucjan Szcześniak                                         | W 1980 r. rozpoczął pracę duszpasterską na terenie dzisiejszej parafii Miłosierdzia Bożego w Legionowie; organizator parafii, budowniczy kościoła i plebanii; od 1995 r. dziekan legionowski; pełni funkcję diecezjalnego duszpasterza trzeźwości. |
| 24.06.2007   | Ks. Zygmunt Podstawka                                         | Organizator parafii Najświętszego Ciała i Krwi Chrystusa w Legionowie, budowniczy kościoła i plebanii |
| 30.08.2008   | Wojciech Leszek Czerniak                                      | Z Legionowem związany od 1979 r. Prezes Fundacji "Bezpieczna Gmina", współpracował z Komendą Rejonową Policji w Legionowie na rzecz ładu, porządku i bezpieczeństwa w mieście. Wieloletni pracownik Urzędu Miasta Legionowo i radny Rady Miejskiej, legionowski społecznik. |
| 30.08.2008   | Cezariusz Kalinowski                                          | Od 1974 r. był legionowskim radnym, potem (od 1981 r.) przewodniczącym Miejskiej Rady Narodowej. W roku 1981 związał się z Towarzystwem Przyjaciół Legionowa, w 1989 roku został jego prezesem, potem przez wiele lat pełnił funkcję wiceprezesa i ponownie w 2009 r. wybrany na prezesa. W roku 1984 na wniosek Towarzystwa Przyjaciół Legionowa otrzymał odznakę „Zasłużony Działacz Kultury”.                                                                                     |
| 30.08.2008   | Marek Niewiadomski                                            | Kierownik ośrodka Caritasu dla bezdomnych w Legionowie; z podopiecznymi urządzili jadłodajnię dla około 100 najbardziej potrzebujących mieszkańców, uruchomili zakład krawiecki, wyremontowali dawne pomieszczenia gospodarcze, które zaadaptowali na mieszkania. |
| 30.08.2008   | Tadeusz Szulc                                                 | Działacz społeczny i sportowy. Od 1958 roku związany z Legionovią Legionowo, jej współtwórca. Radny Rady Miasta Legionowo w latach 2002–2006, 2010–2023 (wybrany na radnego w wyborach w 2018 r.). |
| 30.08.2008   | gen. Włodzimierz Zieliński                                    | Działacz społeczny na rzecz Miasta Legionowo, zapoczątkował współpracę wojska z miastem, przyczynił się do zacieśnienia więzów 1 Warszawskiej Dywizji Zmechanizowanej z mieszkańcami i kombatantami w Legionowie. |
| 30.05.2009   | Jacek Szczepański                                             | Twórca i dyrektor Muzeum Historycznego w Legionowie (od 2006 r.), prezes Towarzystwa Przyjaciół Legionowa (w latach 2003-2009). Radny Rady Powiatu Legionowskiego III Kadencji (2006-2010). Autor wielu książek historycznych, sekretarz kolegium redakcyjnego "Rocznika Legionowskiego". W 2009 r. został laureatem Nagrody Marszałeka Województwa Mazowieckiego. Ważniejsze odznaczenia: Złoty Krzyż Zasługi (2007 r.), Brązowy Medal „Za zasługi dla obronności kraju” (2009 r.). |
| 05.12.2009   | Barbara i Michał Jankowscy - zespół wokalno-taneczny Szachraj | Zespół jest wielokrotnym laureatem Festiwalu Twórczości Dziecięcej Wojska Polskiego w Grudziądzu. Koncertował w najważniejszych salonach Polski takich jak Sejm Rzeczypospolitej Polskiej, Senat Rzeczypospolitej Polskiej, Kancelaria Prezydenta RP, czy Kancelaria Prymasa Polski. Zespół brał udział w koncertach Teatru Polskiego; nagrywaniu filmu Generał Nil; odbył tourne w Rosji.                                                                                           |
| 10.11.2010   | Jerzy Teodor Lachowicz                                        | Żołnierz Armii Krajowej Obwód VII "Obroża", Rejon I - Legionowo "Marianowo-Brzozów", ps. "Szekspir", "Jurek"; weteran walk o niepodległość Polski. |
| 10.11.2010   | Beata Narel                                                   | Nauczycielka; liderka Ośrodka Wiodącego Centrum Edukacji Obywatelskiej w Legionowie. W latach 2007–2010 koordynatorka działań Młodzieżowej Rady Miasta w Legionowie. |
| 10.11.2010   | Sławomir Supa                                                 | W 1979 r. reaktywował siatkówkę w Legionowie i przez lata był prezesem LTS Legionovii Legionowo - wprowadził zespół do I ligi. |
| 22.06.2011   | Jacenty Bąkiewicz                                             | Od 2005 r. związany z Centrum Szkolenia Policji w Legionowie, w latach 2006-2008 jako komendant. Współtwórca projektów na rzecz poprawy bezpieczeństwa w mieście. |
| 22.06.2011   | Brygida Wagner-Konstantynowicz                                | Wieloletnia nauczycielka i w latach 1999-2017 dyrektor Liceum Ogólnokształcącego im. Marii Konopnickiej w Legionowie; realizatorka idei wolontariatu na terenie miasta oraz międzyszkolnej współpracy międzynarodowej. |
| 25.04.2012   | Wojciech Lalek                                                | Trener LTS Legionovii Legionowo w trzech sezonach; wprowadził drużynę kolejno do I Ligi i Orlen Ligi. |
| 16.11.2012   | Edmund Mazur                                                  | W 1944 r. został żołnierzem 13 Mołodeczańskiej Brygady Armii Krajowej. Brał udział w Operacji „Ostra Brama”. Po rozbrojeniu brygady przez Rosjan przeszedł piechotą do rodzinnego Legionowa. Od kwietnia 1946 r. do 31 sierpnia 1985 r. pracował jako nauczyciel w legionowskich szkołach. |
| 26.05.2014   | Marek Bąk                                                     | Były wiceprezes Legionovii Legionowo. |
| 27.05.2015   | Wojciech Jeute                                                | Aktywnie wspierał zmiany polityczne na przełomie lat 80. i 90. w Legionowie. W wyborach samorządowych w 1990 r. został z ramienia Komitetu Obywatelskiego „Solidarność” wiceprezydentem Legionowa. Współtwórca Muzeum Historycznego w Legionowie. Opracował monografię poświęconą najstarszej legionowskiej parafii św. Jana Kantego. |
| 31.05.2017   | Wojciech Augustynowicz                                        | Założyciel i trener Uczniowskiego Klubu Sportowego w Zespole Szkół nr 2 w Legionowie, społecznik. |
| 17.04.2018   | Barbara Maria Potyra                                          | Należała do harcerskiej drużyny żeńskiej przy Szkole Powszechnej nr 1 w Legionowie; w konspiracji w legionowskiej drużynie Szarych Szeregów “Las”. Należała także do Sodalicji Mariańskiej (1942-1944). W czasie walki powstańczej była łączniczką w Obwodzie VII “Obroża” rejonie I, ps. “Baśka”. W latach 1995–2017 skarbnik koła nr 1 Światowego Związeku Żołnierzy Armii Krajowej.                                                                                               |
| 25.06.2018   | Wacław Jóźwiak                                                | Działał w AK pod pseudonimem "Jeż"; 3 sierpnia 1944 r. na legionowskim Rynku, nie bacząc na nadjeżdżający czołg niemiecki, uratował porzucony przez przerażonego furmana konny wóz z prowiantem dla powstańczej kuchni; w 1946 r. z grupą znajomych założył koło Polskiego Stronnictwa Ludowego. Współinicjator i prezes Społecznego Komitetu Budowy Stadionu Sportowego w Legionowie.                                                                                               |
| 26.06.2018   | Erazm Domański                                                | Działacz i społecznik. Od 1992 r. członek Zarządu Towarzystwa Przyjaciół Legionowa, a od 2012 r. jego prezes. Współzałożyciel „Rocznika Legionowskiego”. Autor wielu artykułów poświęconych legionowskim tradycjom i dziejom jednostek Wojska Polskiego. |